# Nicolau Cotoner i d'Olesa
Nicolau Cotoner i d'Olesa (Palma, 1608 - Malta, 1680) fou Gran Mestre de l'Orde de Malta, entre 1663 i 1680.
Era fill de Marc Antoni Cotoner i de Santmartí i de na Joana d'Olesa, i alhora era germà de l'anterior Mestre. Va ingressar a l'orde el 1625 i va anar a fer el noviciat a Malta al costat del seu germà Rafael. El 1644 fou nomenat castellà de Malta i el 1645 batlle de Negropont. El 1660 va succeir el seu germà primer a la batllia de Mallorca i el 1663 en el càrrec de Gran Mestre. En el seu mestratge va fer construir unes defenses per a la població civil a Malta, anomenada la Cotonera, ja que Venècia i el Turc havien firmat la pau i temia represàlies d'aquests últims. Es va dedicar a l'estratègia i a la diplomàcia i així l'Orde va créixer en prestigi a diferents estats europeus, com França o la Gran Bretanya. El 1674 va fundar una escola d'anatomia annexa a la Infermeria de l'Orde que el seu germà havia fet ampliar i aquest mateix any va redactar en italià les constitucions i estatuts de l'Orde.